# Clitocybe cacabus
Clitocybe cacabus är en svampart som först beskrevs av Elias Fries, och fick sitt nu gällande namn av Pier Andrea Saccardo 1887. Clitocybe cacabus ingår i släktet Clitocybe och familjen Tricholomataceae.   Inga underarter finns listade i Catalogue of Life.